# Verband deutscher Konsumgenossenschaften
Der Verband deutscher Konsumgenossenschaften eG (VDK) mit Sitz in Ost-Berlin war das zentrale Organ der Konsumgenossenschaften der DDR. Der Verband und seine Mitgliedsgenossenschaften verwendeten die Marke Konsum und betrieben die gleichnamigen Geschäfte.
Der VDK wurde im August 1949 aus dem Konsum-Hauptsekretariat gegründet, das nach dem Zweiten Weltkrieg 1947 in Berlin gebildet worden war. Mitglieder waren die in Bezirks- und Kreisverbänden zusammengeschlossenen Konsumgenossenschaften der DDR. Der Verband hatte die Aufgabe, die Planziele der Konsumgenossenschaften nach den staatlichen Vorgaben zu erarbeiten. Weiterhin kontrollierte er die Erfüllung der Planziele und setzte sie gegebenenfalls durch.
Im Jahr 1972 erfolgte eine Umbenennung in Verband der Konsumgenossenschaften der DDR (VdK). Ihm gehörten 1989 zum Ende der DDR 198 Konsumgenossenschaften mit insgesamt 4,6 Mio. Mitgliedern an. Der VdK wurde im Jahr 1999 in Konsumverband eG umbenannt, aus dem 2008 durch Umfirmierung die Zentralkonsum eG entstand.